# جشن پزنان

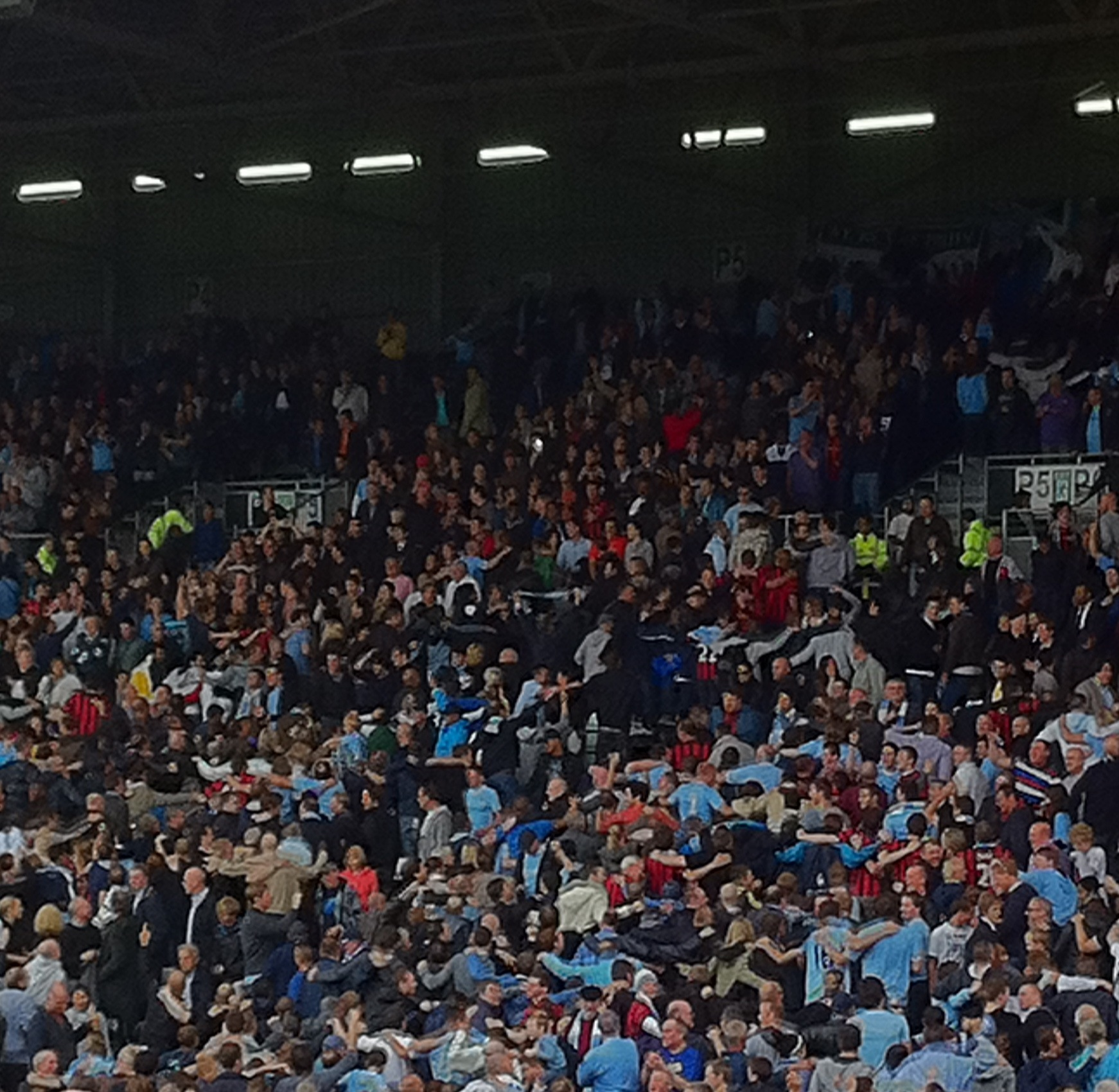
هواداران منچستر سیتی سرگرم انجام پزنان

جشن پزنان یا پزنان یا گریک گونه‌ای از جشن ورزشی است که در پیوند با هواداران تیم فوتبال لهستانی لخ پوزنان و دیگر تیم‌های اروپایی است. این جشن دربردارنده کنشی گروهی از سوی هواداران است که پشت به زمین ایستاده و دوش به دوش و شانه به شانه در جای خود هم‌نوا بالا و پایین می‌پرند.
این جشن بیشتر با هواداران لخ پوزنان لهستان، منچستر سیتی انگلستان و سلتیک اسکاتلند (با نام هادل) شناخته می‌شود.

## بن‌مایه‌ها
- مشارکت‌کنندگان ویکی‌پدیای انگلیسی